# Pahangius fasciatus
Pahangius fasciatus is een hooiwagen uit de familie Assamiidae.